# Clubiona vachoni
Clubiona vachoni är en spindelart som beskrevs av Lawrence 1952. Clubiona vachoni ingår i släktet Clubiona och familjen säckspindlar. Inga underarter finns listade i Catalogue of Life.